# Wiesława Gołajewska
Wiesława Gołajewska (ur. 24 stycznia 1928 w Cieszynie, zm. 9 grudnia 2015) – polska artystka plastyczka, projektantka wzorów przemysłowych z ceramiki.

## Życiorys
W latach 1948–1952 studiowała na Wydziale Ceramiki w Państwowej Wyższej Szkole Sztuk Plastycznych we Wrocławiu. W 1953 obroniła dyplom w pracowni prof. Rudolfa Krzywca i została starszym inspektorem do spraw wzornictwa w Zjednoczeniu Przemysłu Ceramicznego. Na tym stanowisku pozostała do 1955, następnie zajęła się tworzeniem projektów ceramiki ozdobnej i użytkowej i przeprowadziła się do Warszawy.

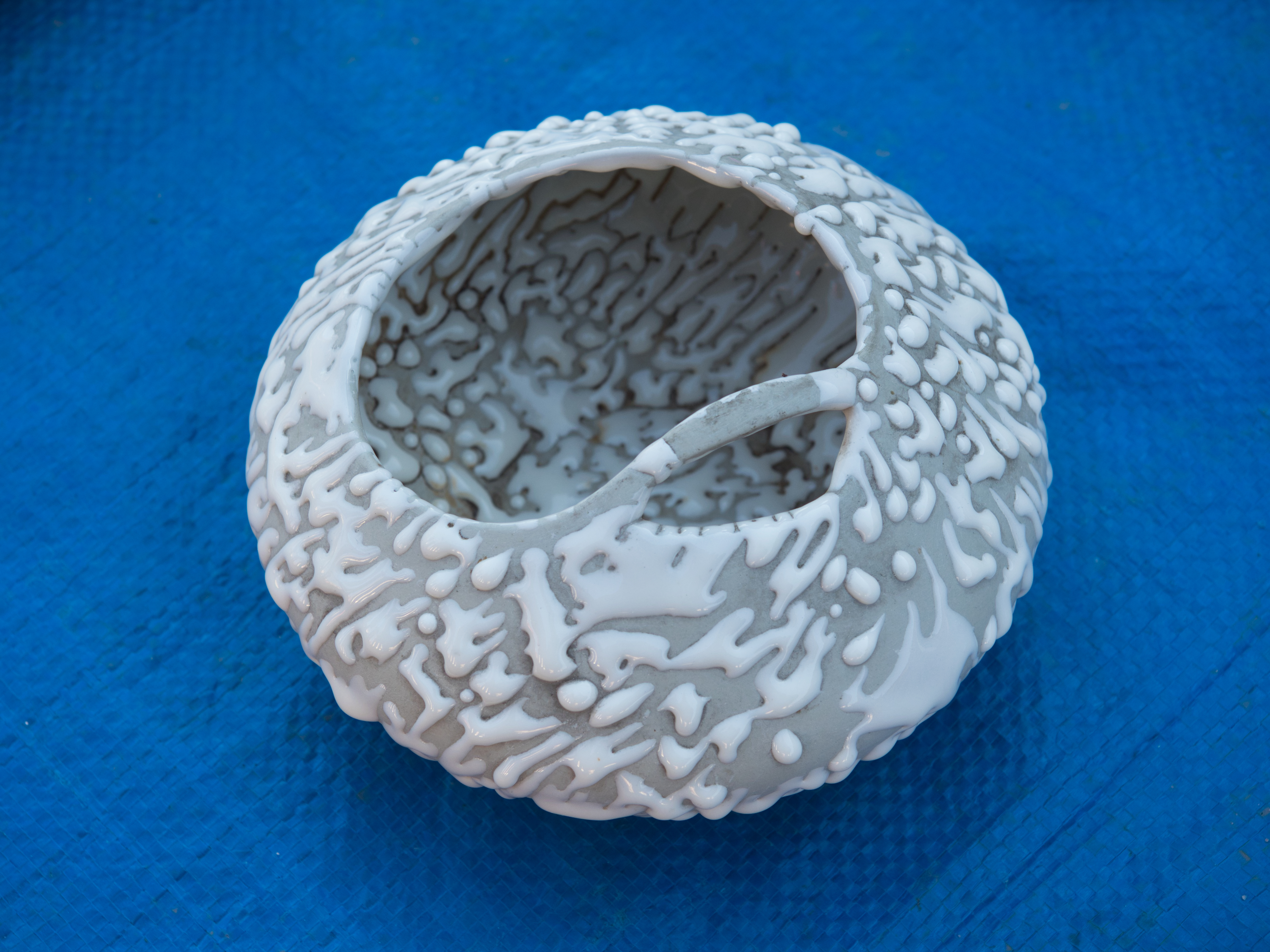
Naczynie projektu W. Gołajewskiej pokryte szkliwem zbiegającym.

W latach 1962–1967 i 1974–1988 pracowała jako starszy projektant w Zakładach Porcelitu Stołowego „Pruszków”. Projektowała serwisy do kawy (Sonia), wazony, patery, drobną galanterię ceramiczną. Jest również autorką techniki dekoracji tzw. szkliwem zbiegającym, opracowanej od strony technologicznej przy wsparciu męża Zygmunta Gołajewskiego.
Wiesława Gołajewska zmarła 9 grudnia 2015; została pochowana 14 grudnia 2015 na cmentarzu Powązkowskim.

## Nagrody[b]
- 1953 – nagroda w konkursie Przemysłu Ceramicznego za serwis porcelanowy do białej kawy
- 1963 – złoty medal w konkursie Ładne, dobre, poszukiwane za zestaw złożony z lampy, popielniczki i wazonu
- 1966 – nagroda Rady Wzornictwa i Estetyki Produkcji Przemysłowej

## Wystawy zbiorowe[c]
- 1966 – Wzornictwo — społeczeństwu, Warszawa
- 1967 – Wzornictwo w Przemyśle Szklarskim i Ceramicznym, Katowice
- 1969 – Wzornictwo w Przemyśle Szklarskim i Ceramicznym, Instytut Wzornictwa Przemysłowego, Warszawa
- 1969 – XXV-lecie PRL — Ceramika i Szkło, Wrocław